# Петрикін Василь Іванович
Василь Іванович Петрикін (22 грудня 1915, село Малиновка, тепер Новосільського району Орловської області, Російська Федерація — 29 листопада 1991, місто Запоріжжя) — український радянський діяч, 1-й секретар Бердянського міськкому КПУ Запорізької області, секретар Запорізького обкому КПУ.

## Біографія
Народився 22 грудня 1915 (або 5 січня 1916) року в селянській родині.
Член ВКП(б) з 1939 року.
З лютого 1940 року — в Червоній армії, учасник німецько-радянської війни. Служив комісаром, секретарем партійного бюро, партійним організатором 764-го окремого мінометного дивізіону 31-ї стрілецької дивізії Південного фронту. Був важко поранений, лікувався у військових госпіталях.
Після демобілізації навчався у Республіканській партійній школі при ЦК КП(б)У, потім — у Вищій партійній школі при ЦК ВКП(б).
На 1947 рік працював завідувачем відділу Осипенківського (Бердянського) міського комітету КП(б)У Запорізької області. Одночасно з 1947 по 1949 рік заочно навчався на історичному факультеті Осипенківського учительського інституту, який закінчив із відзнакою.
У 1949—1950 роках — викладач історії ВКП(б) Осипенківського учительського інституту Запорізької області.
У 1951—1953 роках — завідувач відділу пропаганди і агітації Запорізького обласного комітету КП(б)У.
У 1953 — вересні 1961 року — 1-й секретар Осипенківського (Бердянського) міського комітету КПУ Запорізької області.
15 вересня 1961 — 15 січня 1963 року — секретар Запорізького обласного комітету КПУ з ідеології. 17 січня 1963 — 15 грудня 1964 року — секретар Запорізького промислового обласного комітету КПУ з ідеології. 15 грудня 1964 — 27 грудня 1980 року — секретар Запорізького обласного комітету КПУ з ідеології.
З грудня 1980 року — персональний пенсіонер у місті Запоріжжі.
У 1981—1989 роках — заступник голови Запорізької обласної організації Товариства охорони пам'яток історії та культури.
Помер 29 листопада 1991 року в місті Запоріжжі.

## Звання
- капітан
- майор

## Нагороди
- орден Жовтневої Революції
- орден Вітчизняної війни І ст. (6.04.1985)
- орден Червоної Зірки (6.08.1946)
- чотири ордени Трудового Червоного Прапора
- орден «Знак Пошани»
- медалі
- Заслужений працівник культури Української РСР